# Castello Splügen

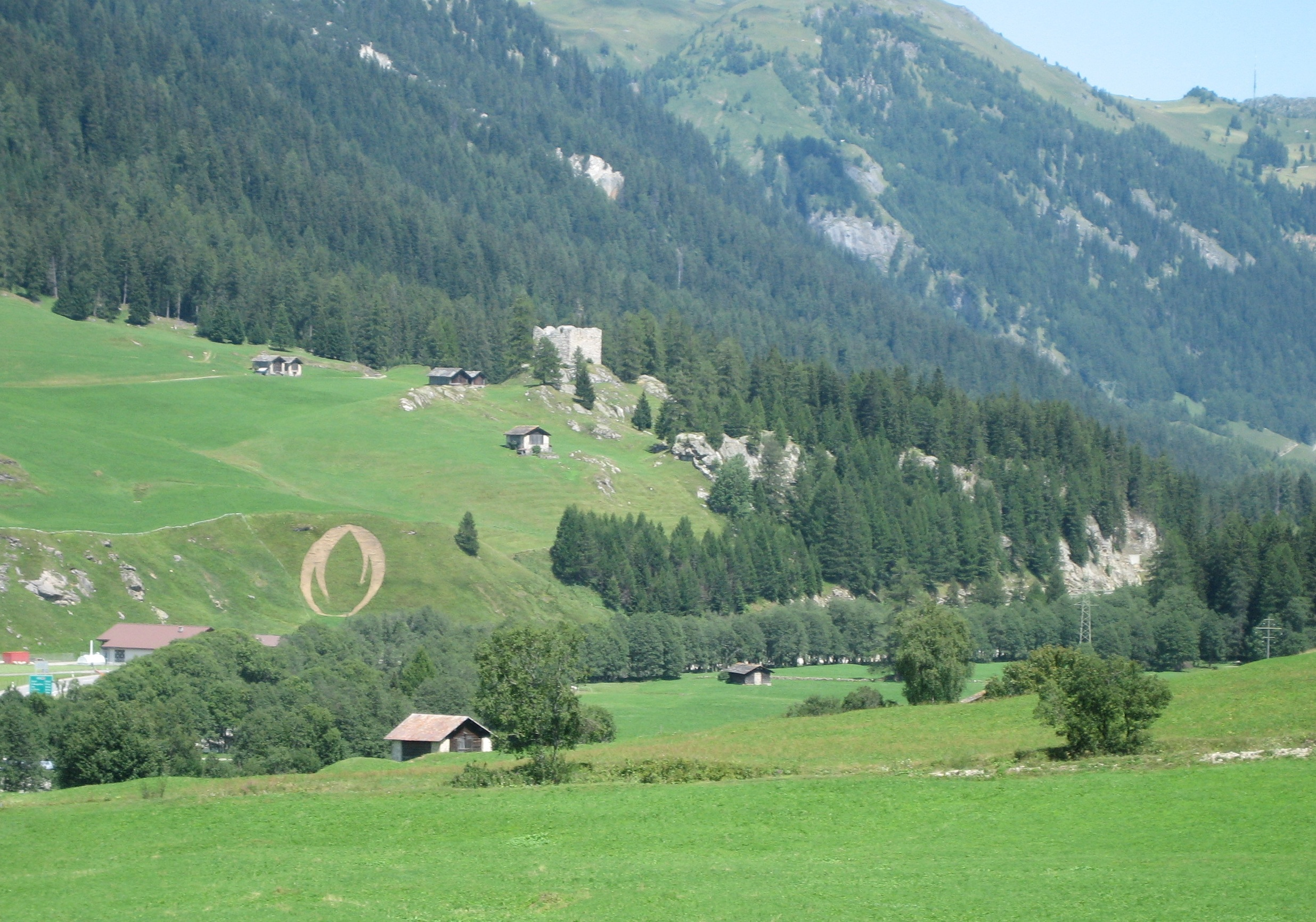

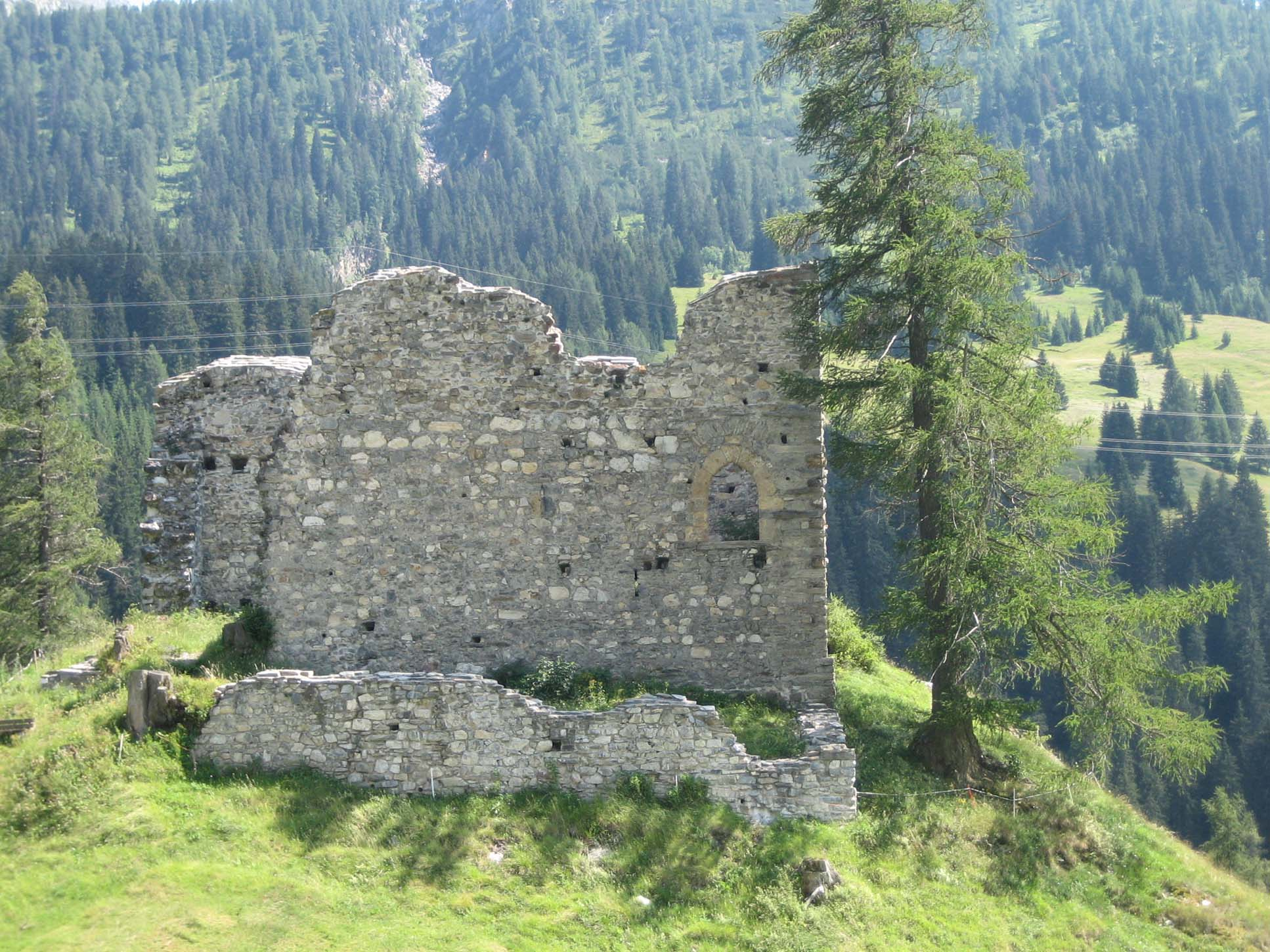
Castello Splügen

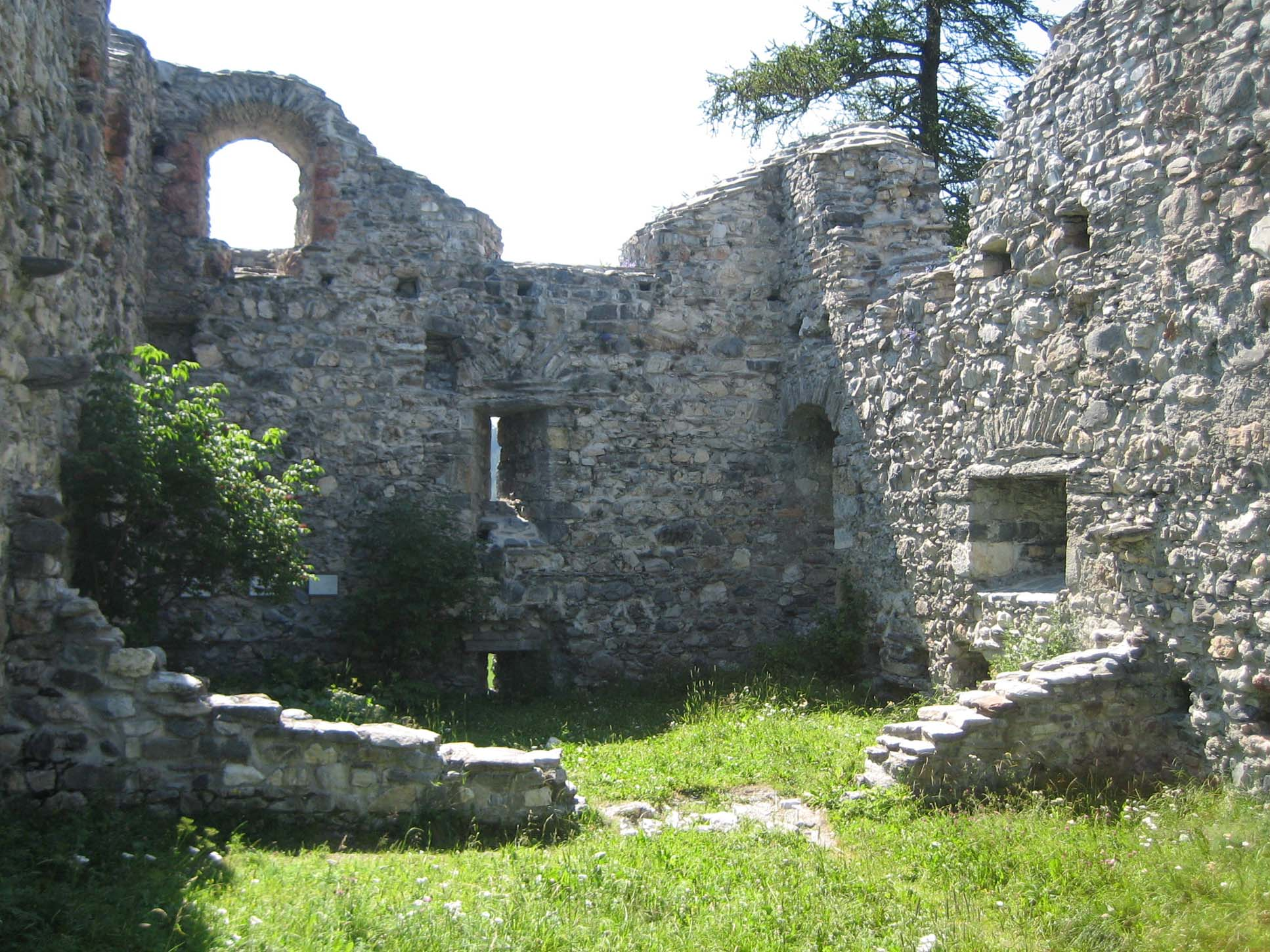
Interni di Castello Splügen

Il castello Splügen è un castello in rovina svizzero, a est del villaggio da cui prende in nome a circa 900 metri da esso su di una collina, così da poter controllare la vecchia strada della valle che porta al passo del San Bernardino e dominando l'accesso verso la via Mala; è l'unico edificio fortificato della Rheinwald.

## Storia
Dall'architettura si può dedurre che un primo fortilizio fosse edificato nella seconda metà dell'XI secolo. A quel tempo questo territorio faceva parte della contea di Shams, un feudo della diocesi di Coira sotto il controllo dei Baroni Von Vaz, prima, e dei Conti von Werdenberg, poi.
I baroni De Sacco del Moesano hanno tentato a loro volta di estendere il loro dominio su questa zona, cercando di scacciare i Walser.
La presenza in questi luoghi di Walser allarmarono i Von Vaz, che a loro volta accelerarono la colonizzazione di queste terre quasi inesplorate, per cui nel 1277 vi fu un trattato che poneva sotto la loro protezione i coloni Walser.
Possiamo supporre che il castello sia stato costruito intorno al 1275 per frenare i frequenti incursioni dell'esercito dei baroni De Sacco, ma dopo una campagna di conquista riuscita da parte dei mesolcinesi la roccaforte perse importanza.
Si trova citazione dell'edificio ancora nel 1308 e all'inizio del XIV secolo, ma al momento della vendita della Rheinwald, da parte di Jörg von Werdenberg nel 1493, al condottiero Gian Giacomo Trivulzio il castello non è più menzionato.